# Chugwater
Chugwater é uma cidade  localizada no estado norte-americano de Wyoming, no Condado de Platte.

## Demografia
Segundo o censo norte-americano de 2000, a sua população era de 244 habitantes.
Em 2006, foi estimada uma população de 230, um decréscimo de 14 (-5.7%).

## Geografia
De acordo com o United States Census Bureau tem uma área de
7,9 km², dos quais 7,9 km² cobertos por terra e 0,0 km² cobertos por água.

## Localidades na vizinhança
O diagrama seguinte representa as localidades num raio de 68 km ao redor de Chugwater.